# Batrisodes jocuvestus
Batrisodes jocuvestus är en skalbaggsart som beskrevs av Park 1960. Batrisodes jocuvestus ingår i släktet Batrisodes och familjen kortvingar. Inga underarter finns listade i Catalogue of Life.